# Piezocerini
Los piezocerinos (Piezocerini) son una tribu de coleópteros crisomeloideos de la familia Cerambycidae.

## Géneros
Tiene los siguientes géneros:
- Acruspex Martins, 1976
- Alienosternus Martins, 1976
- Cicatrizocera Martins, 1976
- Colynthaea Thomson, 1878
- Gorybia Pascoe, 1866
- Haruspex Thomson, 1864
- Hemilissa Pascoe, 1858
- Migmocera Martins, 1976
- Migorybia Martins, 1985
- Othnocerus Martins, 1976
- Pharcidodes Martins, 1976
- Piezarina Martins, 1976
- Piezasteria Martins, 1976
- Piezocera Audinet-Serville, 1834
- Piezogenista Martins, 1976
- Piezosecus Martins & Galileo, 2003
- Pseudocolynthaea Martins, 1976
- Thyellocerus Martins, 1976
- Zelliboria Lane, 1951